# Marine Bolliet
Marine Bolliet (ur. 14 stycznia 1988 w Chambéry) – francuska biathlonistka, dwukrotna mistrzyni Europy juniorów z 2008 roku. W swoim dorobku ma również dwa brązowe medale zdobyte w roku 2009.

## Osiągnięcia

### Mistrzostwa świata juniorów
| Rok  | Miejsce    | IN | SP | PU | MS | RL |
| 2008 | Ruhpolding |    | 13 | 14 |    |    |
| 2009 | Canmore    | 6  | 27 | 16 |    |    |

### Mistrzostwa Europy juniorów
| Rok  | Miejsce    | IN | SP | PU | MS | RL |
| 2008 | Nové Město | 10 | 1  | 1  |    | 6  |
| 2009 | Ufa        | 10 | 3  | 3  |    |    |

IN – bieg indywidualny, SP – sprint, PU – bieg pościgowy, MS – bieg ze startu wspólnego, RL – sztafeta

### Puchar Świata
| Sezon     | Miejsce |
| --------- | ------- |
| 2010/2011 | 97.     |
| 2011/2012 | 62.     |
| 2012/2013 | 50.     |
| 2013/2014 | 50.     |
| 2014/2015 | 32.     |